# Heinrich Kralik von Meyrswalden (Maler)
Heinrich Kralik von Meyrswalden (* 21. Juli 1897 in Bornhofen; † 25. Mai 1958 in Stuttgart) war ein Kunstmaler aus Familie Kralik von Meyrswalden. Er zählt als Maler und Grafiker mit seinen Werken im Zeitraum bis ca. 1936 zum Umkreis der Neuen Sachlichkeit. Die Schreibweisen seines Namens sind unterschiedlich. Vollständiger Name ist Heinrich Ritter Kralik von Meyrswalden. Er signierte seine Bilder teilweise mit "Kralik" und teilweise mit HvK.

## Leben
Kralik von Meyrswalden war der Urenkel des 1877 geadelten Glasindustriellen Wilhelm von Kralik-Meyrswalden. Seine Mutter, die zwei Jahre nach seiner Geburt starb, entstammte einer Hugenottenfamilie. Im Alter von fünf Jahren wurde er Vollwaise, als sein Vater, der eine große Glashütte in Böhmen besaß, ebenfalls starb. So kam er zu seinem Onkel Heinrich Grandjean, dem Bruder seiner Mutter auf das Weingut Johannesberg im Rheingau. Er wurde dort von seiner Tante und dem Onkel erzogen. Da er oft unter schwermütigen Stimmungen zu leiden schien, und den Wunsch hatte Seemann zu werden, verschaffte ihm Grandjean eine Stellung als Schiffsjunge auf der Viermastbark Lisbeth, die den Hamburger Reeder H. H. Schmidt gehörte. Am 24. Mai 1914 fuhren sie nach Rüdesheim und von dort mit der Eisenbahn Harnburg. Doch seine geplante Laufbahn als Matrose endete bereits nach drei Monaten, da im August 1914 der große Krieg ausbrach. Er hatte einen längeren Aufenthalt in Grimsby, wo die Lisbeth beladen werden sollte und am 26. Juni in See stach. Vor der Küste Chiles wurde das Schiff von den Engländern festgesetzt. Der Gesundheitszustand der gesamten Mannschaft verschlechterte sich zunehmend, so dass Kralik von Bord sprang und sich an Land flüchtete. Hier fand er Aufnahme und Arbeit bei einem deutschen Gutsbesitzer namens Schulz. Erst im Jahr 1920 kehrte er in seine Heimat zurück. Auf Wunsch seines Onkels besuchte zunächst die Landwirtschaftliche Hochschule Hohenheim und wechselte nach einem Jahr an die Akademie der Bildenden Künste in Stuttgart, wo er ein Studium der Malerei absolvierte. Seine Professoren waren Eckener, Speyer, Christian Landenberger und Heinrich Altherr. Von Meyrswalden verband eine Freundschaft mit Paul Kälberer. An der Akademie lernte er auch seine spätere Frau, die Kunststudentin Marianne Abele, kennen. Nach Abschluss der Studien fuhren beide nach Chile und heirateten dort im Jahr 1924.
In Chile entstanden farbstarke Urwald- und Blumenbilder aus den Kordilleren, die er wochenlang  teilweise allein zu Pferd durchstreifte. Da sich die Geburt seines ersten Kindes ankündigte, kehrte er mit seiner Frau im Jahr 1925 nach Stuttgart zurück. Seine künstlerischen Aktivitäten beschränkten sich nicht nur auf die Malerei. Er hatte neben den Ausstellungen, wie im Heilbronner Kunstverein, auch als Sänger öffentliche Auftritte. Mit Chören, u. a. dem schwäbischen Singkreis (Wirsching) Stuttgart, (Krischkat) sowie dem Esslinger Singekreis Bornefeld.
Beim Reichsarbeitsdienst eingesetzt, ging er ab 1942 als Maler nach Russland. Seine dort angefertigten Bilder brachten ihm wändefüllende Staatsaufträge ein, deren Ausarbeitung allerdings mit Einberufung zum letzten Wehraufgebot unterbrochen wurde. Es folgten Ausstellungen in Berlin, München und Prag. Bei Kriegsende war Kralik von Meyrswalden Angehöriger einer Sanitätseinheit. Nach dem Zusammenbruch und der Entnazifizierung fanden seine Arbeiten keine Anerkennung mehr. Auch seine Ehe geriet in eine zunehmende Krise, in deren Folge er sich in seine Esslinger Werkstatt zurückzog. Um seine berufliche und seelische Stagnation zu überwinden, wandte er sich der sakralen Kunst zu. Zur Neugestaltung einer Kirche entwarf er Deckengemälde und Wandfresken. Er arbeitete an innerarchitektonischer Kirchenraumgestaltung und befasste sich in monatelangem Studium mit der Kunst der Bleiverglasung. Ab dem Ende der 30er Jahre lebte das Ehepaar Kralik in Marquartstein (Chiemgau), im Ortsteil Schlecht. Auch für die Porträtmalerei wuchs hier wieder sein Interesse. Bekannt ist aus dieser Zeit das Gemälde des Schulgründers Hermann Harless, das im Gymnasium Landschulheim Marquartstein hängt. Im Sitzungssaal des Rathauses Marquartstein befindet sich auch das Gemälde "Die Brautschau". Im nahegelegenen oberbayerischen Traunstein entstanden Kirchenfenster.
Gemeinsam mit einer Münchner Künstlerin arbeitete er an einem riesigen Mosaik für die Maschinenbauschule in Esslingen. Kralik von Meyrswalden kam am 25. Mai 1958 bei einem Unfall ums Leben. Er hinterließ eine Frau und zwei Söhne.

## Werke (Auswahl)
Ölgemälde
- Frau Dwinger und Sohn
- Unteroffizier der Wehrmacht aus dem bayeriſchen Wald
- Ostpreußifche Kinder (Doppelbildnis)
- Sommerfreude